# Simonswald
Simonswald – miejscowość i gmina w Niemczech, w kraju związkowym Badenia-Wirtembergia, w rejencji Fryburg, w regionie Südlicher Oberrhein, w powiecie Emmendingen, wchodzi w skład wspólnoty administracyjnej Waldkirch. Leży w Schwarzwaldzie, nad rzeką Wilde Gutach, ok. 18 km na wschód od Emmendingen.